# Worldloppet Cup 2019
Der Worldloppet Cup 2019 ist eine vom Weltskiverband FIS sowie dem Worldloppet-Verband, bestehend aus sieben Rennen, ausgetragene Wettkampfserie im Skilanglauf. Sie begann am 4. Januar 2019 mit dem Vasaloppet China in Changchun und endete am 6. April 2019 mit dem Ugra Ski Marathon in Chanty-Mansijsk. Die Gesamtwertung der Männer gewann der Franzose Damien Tarantola; bei den Frauen wurde die Schwedin Maria Gräfnings, die fünf der sieben Rennen gewann, Erste in der Gesamtwertung.

## Männer

### Resultate
| 1. Worldloppet Cup in Changchun – Vasaloppet China | 1. Worldloppet Cup in Changchun – Vasaloppet China | 1. Worldloppet Cup in Changchun – Vasaloppet China | 1. Worldloppet Cup in Changchun – Vasaloppet China | 1. Worldloppet Cup in Changchun – Vasaloppet China |
| -------------------------------------------------- | -------------------------------------------------- | -------------------------------------------------- | -------------------------------------------------- | -------------------------------------------------- |
| Datum                                              | Disziplin                                          | Erster Platz                                       | Zweiter Platz                                      | Dritter Platz                                      |
| 4. Januar 2019                                     | 50 km klassisch                                    | Wang Qiang                                         | Bao Lin                                            | Bastien Poirrier                                   |

| 2. Worldloppet Cup in Obertilliach – Dolomitenlauf | 2. Worldloppet Cup in Obertilliach – Dolomitenlauf | 2. Worldloppet Cup in Obertilliach – Dolomitenlauf | 2. Worldloppet Cup in Obertilliach – Dolomitenlauf | 2. Worldloppet Cup in Obertilliach – Dolomitenlauf |
| -------------------------------------------------- | -------------------------------------------------- | -------------------------------------------------- | -------------------------------------------------- | -------------------------------------------------- |
| Datum                                              | Disziplin                                          | Erster Platz                                       | Zweiter Platz                                      | Dritter Platz                                      |
| 20. Januar 2019                                    | 60 km Freistil                                     | Toni Livers                                        | Gérard Agnellet                                    | Loïc Guigonnet                                     |

| 3. Worldloppet Cup im Oberammergau – König-Ludwig-Lauf | 3. Worldloppet Cup im Oberammergau – König-Ludwig-Lauf | 3. Worldloppet Cup im Oberammergau – König-Ludwig-Lauf | 3. Worldloppet Cup im Oberammergau – König-Ludwig-Lauf | 3. Worldloppet Cup im Oberammergau – König-Ludwig-Lauf |
| ------------------------------------------------------ | ------------------------------------------------------ | ------------------------------------------------------ | ------------------------------------------------------ | ------------------------------------------------------ |
| Datum                                                  | Disziplin                                              | Erster Platz                                           | Zweiter Platz                                          | Dritter Platz                                          |
| 3. Februar 2019                                        | 50 km klassisch                                        | Morten Eide Pedersen                                   | Stanislav Řezáč                                        | Damien Tarantola                                       |

| 4. Worldloppet Cup in Mouthe – Transjurassienne | 4. Worldloppet Cup in Mouthe – Transjurassienne | 4. Worldloppet Cup in Mouthe – Transjurassienne | 4. Worldloppet Cup in Mouthe – Transjurassienne | 4. Worldloppet Cup in Mouthe – Transjurassienne |
| ----------------------------------------------- | ----------------------------------------------- | ----------------------------------------------- | ----------------------------------------------- | ----------------------------------------------- |
| Datum                                           | Disziplin                                       | Erster Platz                                    | Zweiter Platz                                   | Dritter Platz                                   |
| 10. Februar 2019                                | 68 km Freistil                                  | Robin Duvillard                                 | Gérard Agnellet                                 | Benoît Chauvet                                  |

| 5. Worldloppet Cup in Otepää – Tartu Maraton | 5. Worldloppet Cup in Otepää – Tartu Maraton | 5. Worldloppet Cup in Otepää – Tartu Maraton | 5. Worldloppet Cup in Otepää – Tartu Maraton | 5. Worldloppet Cup in Otepää – Tartu Maraton |
| -------------------------------------------- | -------------------------------------------- | -------------------------------------------- | -------------------------------------------- | -------------------------------------------- |
| Datum                                        | Disziplin                                    | Erster Platz                                 | Zweiter Platz                                | Dritter Platz                                |
| 17. Februar 2019                             | 63 km klassisch                              | Niko Koskela                                 | Damien Tarantola                             | Fabio Lechner                                |

| 6. Worldloppet Cup in Lahti – Finlandia-hiihto | 6. Worldloppet Cup in Lahti – Finlandia-hiihto | 6. Worldloppet Cup in Lahti – Finlandia-hiihto | 6. Worldloppet Cup in Lahti – Finlandia-hiihto | 6. Worldloppet Cup in Lahti – Finlandia-hiihto |
| ---------------------------------------------- | ---------------------------------------------- | ---------------------------------------------- | ---------------------------------------------- | ---------------------------------------------- |
| Datum                                          | Disziplin                                      | Erster Platz                                   | Zweiter Platz                                  | Dritter Platz                                  |
| 24. Februar 2019                               | 50 km Freistil                                 | Juho Mikkonen                                  | Damien Tarantola                               | Loïc Guigonnet                                 |

| 7. Worldloppet Cup in Chanty-Mansijsk – Ugra Ski Marathon | 7. Worldloppet Cup in Chanty-Mansijsk – Ugra Ski Marathon | 7. Worldloppet Cup in Chanty-Mansijsk – Ugra Ski Marathon | 7. Worldloppet Cup in Chanty-Mansijsk – Ugra Ski Marathon | 7. Worldloppet Cup in Chanty-Mansijsk – Ugra Ski Marathon |
| --------------------------------------------------------- | --------------------------------------------------------- | --------------------------------------------------------- | --------------------------------------------------------- | --------------------------------------------------------- |
| Datum                                                     | Disziplin                                                 | Erster Platz                                              | Zweiter Platz                                             | Dritter Platz                                             |
| 6. April 2019                                             | 50 km Freistil                                            | Jewgeni Dementjew                                         | Raul Schakirsjanow                                        | Alexander Legkow                                          |

### Gesamtwertung
| Rang | Name                   | Punkte |
| ---- | ---------------------- | ------ |
| 001. | Damien Tarantola       | 336    |
| 02.  | Gérard Agnellet        | 309    |
| 03.  | Loïc Guigonnet         | 286    |
| 04.  | Bastien Poirrier       | 242    |
| 05.  | Benoît Chauvet         | 208    |
| 06.  | Adrien Mougel          | 183    |
| 07.  | Petter Soleng Skinstad | 159    |
| 08.  | Thomas Chambellant     | 115    |
| 09.  | Jewgeni Dementjew      | 100    |
| 10.  | Robin Duvillard        | 100    |

| Rang | Name                 | Punkte |
| ---- | -------------------- | ------ |
| 11.  | Niko Koskela         | 100    |
| 12.  | Toni Livers          | 100    |
| 13.  | Juho Mikkonen        | 100    |
| 14.  | Morten Eide Pedersen | 100    |
| 15.  | Wang Qiang           | 100    |
| 16.  | Bao Lin              | 80     |
| 17.  | Stanislav Řezáč      | 80     |
| 18.  | Raul Schakirsjanow   | 80     |
| 19.  | Nicolas Berthet      | 77     |
| 20.  | Antoine Auger        | 76     |

| Rang | Name              | Punkte |
| ---- | ----------------- | ------ |
| 21.  | Corsin Hösli      | 76     |
| 22.  | Fabio Lechner     | 76     |
| 23.  | Alexander Legkow  | 60     |
| 24.  | Jérémie Millereau | 57     |
| 25.  | Francesco Ferrari | 50     |
| 26.  | Martin Mikkelsen  | 50     |
| 27.  | Alexei Petuchow   | 45     |
| 28.  | Theo Deswaziere   | 42     |
| 29.  | Fabian Stocek     | 40     |
| 30.  | Kari Varis        | 40     |

## Frauen

### Resultate
| 1. Worldloppet Cup in Changchun – Vasaloppet China | 1. Worldloppet Cup in Changchun – Vasaloppet China | 1. Worldloppet Cup in Changchun – Vasaloppet China | 1. Worldloppet Cup in Changchun – Vasaloppet China | 1. Worldloppet Cup in Changchun – Vasaloppet China |
| -------------------------------------------------- | -------------------------------------------------- | -------------------------------------------------- | -------------------------------------------------- | -------------------------------------------------- |
| Datum                                              | Disziplin                                          | Erster Platz                                       | Zweiter Platz                                      | Dritter Platz                                      |
| 4. Januar 2019                                     | 50 km klassisch                                    | Maria Gräfnings                                    | Chi Chunxue                                        | Ma Qinghua                                         |

| 2. Worldloppet Cup in Obertilliach – Dolomitenlauf | 2. Worldloppet Cup in Obertilliach – Dolomitenlauf | 2. Worldloppet Cup in Obertilliach – Dolomitenlauf | 2. Worldloppet Cup in Obertilliach – Dolomitenlauf | 2. Worldloppet Cup in Obertilliach – Dolomitenlauf |
| -------------------------------------------------- | -------------------------------------------------- | -------------------------------------------------- | -------------------------------------------------- | -------------------------------------------------- |
| Datum                                              | Disziplin                                          | Erster Platz                                       | Zweiter Platz                                      | Dritter Platz                                      |
| 20. Januar 2019                                    | 60 km Freistil                                     | Maria Gräfnings                                    | Tatjana Mannima                                    | Anna Roswitha Seebacher                            |

| 3. Worldloppet Cup im Oberammergau – König-Ludwig-Lauf | 3. Worldloppet Cup im Oberammergau – König-Ludwig-Lauf | 3. Worldloppet Cup im Oberammergau – König-Ludwig-Lauf | 3. Worldloppet Cup im Oberammergau – König-Ludwig-Lauf | 3. Worldloppet Cup im Oberammergau – König-Ludwig-Lauf |
| ------------------------------------------------------ | ------------------------------------------------------ | ------------------------------------------------------ | ------------------------------------------------------ | ------------------------------------------------------ |
| Datum                                                  | Disziplin                                              | Erster Platz                                           | Zweiter Platz                                          | Dritter Platz                                          |
| 3. Februar 2019                                        | 50 km klassisch                                        | Lina Korsgren                                          | Maria Gräfnings                                        | Tatjana Mannima                                        |

| 4. Worldloppet Cup in Mouthe – Transjurassienne | 4. Worldloppet Cup in Mouthe – Transjurassienne | 4. Worldloppet Cup in Mouthe – Transjurassienne | 4. Worldloppet Cup in Mouthe – Transjurassienne | 4. Worldloppet Cup in Mouthe – Transjurassienne |
| ----------------------------------------------- | ----------------------------------------------- | ----------------------------------------------- | ----------------------------------------------- | ----------------------------------------------- |
| Datum                                           | Disziplin                                       | Erster Platz                                    | Zweiter Platz                                   | Dritter Platz                                   |
| 10. Februar 2019                                | 68 km Freistil                                  | Anouk Faivre Picon                              | Céline Chopard Lallier                          | Alicia Choron                                   |

| 5. Worldloppet Cup in Otepää – Tartu Maraton | 5. Worldloppet Cup in Otepää – Tartu Maraton | 5. Worldloppet Cup in Otepää – Tartu Maraton | 5. Worldloppet Cup in Otepää – Tartu Maraton | 5. Worldloppet Cup in Otepää – Tartu Maraton |
| -------------------------------------------- | -------------------------------------------- | -------------------------------------------- | -------------------------------------------- | -------------------------------------------- |
| Datum                                        | Disziplin                                    | Erster Platz                                 | Zweiter Platz                                | Dritter Platz                                |
| 17. Februar 2019                             | 63 km klassisch                              | Maria Gräfnings                              | Tatjana Mannima                              | Marie Kromer                                 |

| 6. Worldloppet Cup in Lahti – Finlandia-hiihto | 6. Worldloppet Cup in Lahti – Finlandia-hiihto | 6. Worldloppet Cup in Lahti – Finlandia-hiihto | 6. Worldloppet Cup in Lahti – Finlandia-hiihto | 6. Worldloppet Cup in Lahti – Finlandia-hiihto |
| ---------------------------------------------- | ---------------------------------------------- | ---------------------------------------------- | ---------------------------------------------- | ---------------------------------------------- |
| Datum                                          | Disziplin                                      | Erster Platz                                   | Zweiter Platz                                  | Dritter Platz                                  |
| 24. Februar 2019                               | 50 km Freistil                                 | Maria Gräfnings                                | Sini Alusniemi                                 | Klára Moravcová                                |

| 7. Worldloppet Cup in Chanty-Mansijsk – Ugra Ski Marathon | 7. Worldloppet Cup in Chanty-Mansijsk – Ugra Ski Marathon | 7. Worldloppet Cup in Chanty-Mansijsk – Ugra Ski Marathon | 7. Worldloppet Cup in Chanty-Mansijsk – Ugra Ski Marathon | 7. Worldloppet Cup in Chanty-Mansijsk – Ugra Ski Marathon |
| --------------------------------------------------------- | --------------------------------------------------------- | --------------------------------------------------------- | --------------------------------------------------------- | --------------------------------------------------------- |
| Datum                                                     | Disziplin                                                 | Erster Platz                                              | Zweiter Platz                                             | Dritter Platz                                             |
| 6. April 2019                                             | 50 km Freistil                                            | Maria Gräfnings                                           | Anouk Faivre-Picon                                        | Klára Moravcová                                           |

### Gesamtwertung
| Rang | Name                   | Punkte |
| ---- | ---------------------- | ------ |
| 01.  | Maria Gräfnings        | 580    |
| 02.  | Tatjana Mannima        | 334    |
| 03.  | Klára Moravcová        | 260    |
| 04.  | Anouk Faivre-Picon     | 180    |
| 05.  | Nicole Donzallaz       | 112    |
| 06.  | Lina Korsgren          | 100    |
| 07.  | Tatjana Stiffler       | 85     |
| 08.  | Sini Alusniemi         | 80     |
| 09.  | Chi Chunxue            | 80     |
| 10.  | Céline Chopard Lallier | 80     |

| Rang | Name                    | Punkte |
| ---- | ----------------------- | ------ |
| 11.  | Constance Vuillet       | 80     |
| 12.  | Niina Virtanen          | 61     |
| 13.  | Alicia Choron           | 60     |
| 14.  | Marie Kromer            | 60     |
| 15.  | Ma Qinghua              | 60     |
| 16.  | Anna Roswitha Seebacher | 60     |
| 17.  | Jennie Lindvall         | 56     |
| 18.  | Redda Tuula-Fjodorov    | 53     |
| 19.  | Seraina Boner           | 50     |
| 20.  | Adéla Boudíková         | 50     |

| Rang | Name                     | Punkte |
| ---- | ------------------------ | ------ |
| 21.  | Maija Hakala             | 50     |
| 22.  | Li Xin                   | 50     |
| 23.  | Anna Povolyaeva          | 50     |
| 24.  | Katarina Lonka           | 45     |
| 25.  | Helena Lundkvist         | 45     |
| 26.  | Sigrid Mutscheller       | 45     |
| 27.  | Anna Schewtschenko       | 45     |
| 28.  | Ina Lukonina             | 40     |
| 29.  | Terhi Pollari            | 40     |
| 30.  | Berthe Annette Svenkerud | 40     |